# N. Biren Singh
Nongthombam Biren Singh (ur. 1 stycznia 1961 w Imphalu) – indyjski polityk, piłkarz i dziennikarz, premier stanowy Manipuru w latach 2017-2025. Pochodzi z grupy etnicznej Meitei. W trakcie kariery piłkarskiej dwukrotny zdobywca Pucharu Duranda, reprezentant Indii między 1979 a 1986. Po jej zakończeniu został dziennikarzem, twórcą oraz redaktorem pisma Naharolgi Thoudang. Poseł do Zgromadzenia Ustawodawczego Manipuru od 2002 (ostatnia reelekcja w 2022). Minister w rządzie stanowym, działacz Indyjskiego Kongresu Narodowego. Od 2016 członek Indyjskiej Partii Ludowej, od 2017 do 2025 premier Manipuru. Uznawany za polityka kontrowersyjnego, opierającego się na etnicznym nacjonalizmie. Obwiniany o sprowokowanie krwawych zamieszek w Manipurze na przełomie maja i czerwca 2023. Oskarżany jest o przeprowadzanie czystek etnicznych, jak również o ścisłe związki z organizacjami ekstremistycznymi, takimi jak Meitei Leepun i Arambai Tenggol.

## Życiorys

### Pochodzenie i wykształcenie
Urodził się w Luwangsangbam Mamang Leikai, położonym we wschodniej części Imphalu, manipurskiej stolicy. Należy do grupy etnicznej Meitei, głównej grupy etnicznej Manipuru. Jego społeczność uznaje się, zgodnie z tradycyjnym porządkiem warnowym, za kszatrijów. W kontekście manipurskim wszelako przynależność do tej grupy oznacza przede wszystkim, że Singh wywodzi się z osiadłej od wieków w Manipurze rodziny konwertytów na hinduizm. To właśnie po przyjęciu tej religii przodkowie polityka przyjęli nazwisko Singh.
Biren Singh kształcił się na Manipur University.

### Kariera sportowa
W młodości grał w piłkę nożną, występował na pozycji obrońcy. Wszedł do składu drużyny złożonej z pracowników manipurskiego oddziału służby ochrony pogranicza. W jej barwach dwukrotnie zdobył Puchar Duranda (1979, 1981). W 1981 w finałowym meczu tych rozgrywek jego drużyna pokonała kalkucki klub Mohun Bagan. Pozostawał lojalny swemu zespołowi, występując w nim łącznie przez czternaście lat.
Powoływany do indyjskiej reprezentacji piłkarskiej między 1979 a 1986. W jej szeregach występował chociażby w Pestabola Merdeka, najstarszym azjatyckim międzynarodowym turnieju piłkarskim. Grał też w stanowej reprezentacji Manipuru, do 1989 występując w jej barwach w rozgrywkach o Santosh Trophy. Kariera sportowa Singha trwała do początku lat 90. Uznaje się go za jednego z najwybitniejszych piłkarzy w historii swego rodzinnego stanu.

### Kariera dziennikarska
Po zakończeniu kariery sportowej związał się z dziennikarstwem. Sprzedał odziedziczone po ojcu dwa akry ziemi i korzystając z uzyskanych w ten sposób pieniędzy w 1992 założył tygodnik Naharolgi Thoudang. Później został on przekształcony w dziennik. Był jego redaktorem do 2001. Pismo to stało się z czasem jednym z najbardziej poczytnych manipurskich tytułów prasowych. W kwietniu 2000 Biren Singh trafił na krótko do więzienia. Postawiono mu wówczas zarzuty działalności wywrotowej. Przyczynkiem do nich było opublikowanie w Naharolgi Thoudang przemówienia Thaonaojama Iboyaimy, działacza społecznego porównywanego w manipurskim kontekście do Jayaprakasha Narayana. Przebywał przez pewien czas w imphalskim więzieniu Sajiwa, wspólnie zresztą z Iboyaimą. Zwolniony na skutek presji społecznej, po wyjściu na wolność zyskał znaczną rozpoznawalność i uznanie. Stanął wówczas na czele związku zawodowego manipurskich dziennikarzy. Prawdopodobnie wtedy powziął decyzję o rozpoczęciu kariery politycznej.

### Kariera parlamentarna i rządowa do 2016
W początkach XXI wieku zaangażował się w życie polityczne. Wstąpił do Demokratycznej Rewolucyjnej Partii Ludowej (DRPP), której był jednym z założycieli. Do stanowego parlamentu dostał się po raz pierwszy w 2002. W pokryciu wydatków związanych z jego pierwszą kampanią wyborczą wsparli go znajomi tak ze środowiska dziennikarskiego, jak i sportowego. Część kosztów udało mu się również uregulować dzięki sprzedaży swego pisma za sumę dwustu tysięcy rupii. W kampanii wyborczej domagał się zniesienia drakońskiego Armed Forces Special Powers Act, obowiązującego wówczas w Manipurze.
Rok po wyborze związał się z Indyjskim Kongresem Narodowym (INC). Mandat do Zgromadzenia Ustawodawczego odnawiał kolejno w 2007, 2012, 2017 oraz 2022. Awansował tak w strukturach partyjnych, jak i w stanowym aparacie władzy, uznawany był za bliskiego współpracownika długoletniego premiera stanowego Okrama Ibobiego Singha. Obejmował rozmaite teki ministerialne w jego kolejnych gabinetach. Kierował między innymi resortami odpowiadającymi za kwestie bezpieczeństwa, irygację, leśnictwo czy też sport. Stał jednocześnie na czele stanowej rady do spraw zanieczyszczenia środowiska. Włączono go też w skład stanowego kierownictwa INC.
Z czasem wszedł w otwarty konflikt ze swym dawnym mentorem politycznym. Stracił miejsce w gabinecie stanowym w 2012, głównie z uwagi na konieczność włączenia doń innych prominentnych działaczy Kongresu. Innym powodem jego dymisji była negatywna ocena jego zdolności zarządczych. Początkowo nie miał ambicji przywódczych. Czuł przede wszystkim żal do Ibobiego Singha. Później niemniej zagroził, że opuści partię, pociągając za sobą aż dwudziestu należących do partii posłów stanowych. Rozłamu udało się na krótko uniknąć dzięki opóźnieniu rekonstrukcji gabinetu. Biren Singh natomiast otrzymał stanowiska rzecznika prasowego oraz wiceprzewodniczącego manipurskich struktur Kongresu.

### W Indyjskiej Partii Ludowej. Rządy w Manipurze i polityka etnicznego nacjonalizmu

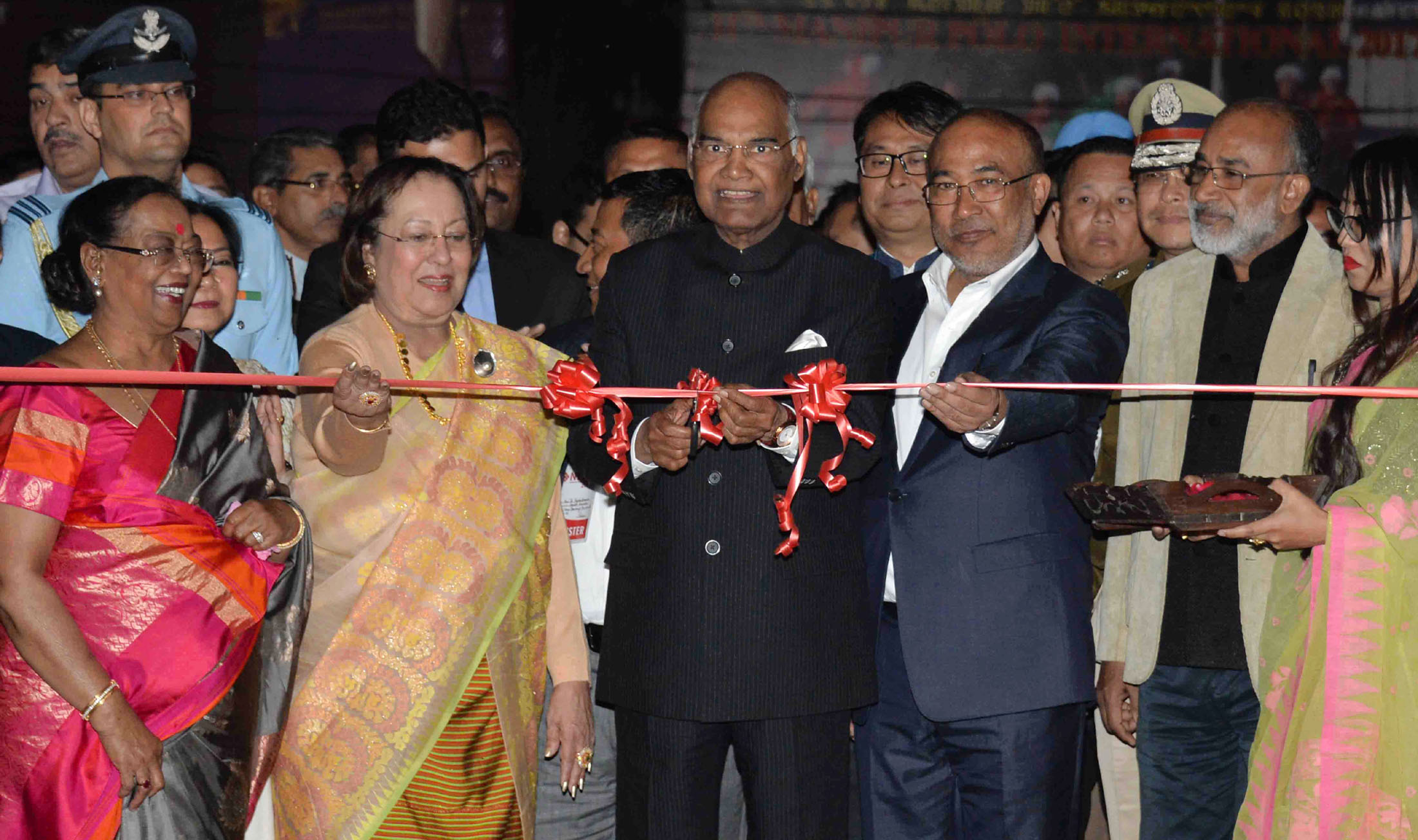
Biren Singh z prezydentem Ram Nathem Kovindem w 2017

W październiku 2016 zrezygnował z mandatu parlamentarnego oraz wstąpił do nacjonalistycznej i prawicowej Indyjskiej Partii Ludowej (BJP). Wkrótce później został mianowany rzecznikiem prasowym oraz współkoordynatorem komitetu wyborczego tej formacji w Manipurze. Po wyborach z 2017 przeszedł na stanowisko lidera partii w stanowej legislaturze. 15 marca 2017 został zaprzysiężony na stanowisku premiera stanowego. Stanowisko utrzymał po wyborach z 2022, głównie dzięki ogromnemu poparciu swej własnej grupy etnicznej. Jako premier przejął także kontrolę nad stanowym ministerstwem spraw wewnętrznych.
Uznawany jest za polityka kontrowersyjnego, oskarża się go o tendencje dyktatorskie. Dosyć regularnie wykorzystuje stanowisko do uciszania swoich krytyków. Manipuluje również policją i systemem sądowniczym wymuszając na funkcjonariuszach zaprzestanie działań przeciwko swoim poplecznikom politycznym. Doprowadził w ten sposób na przykład do uniewinnienia Lhukosei Zou, którego oskarżono wraz z kilkoma innymi osobami o udział w procederze przewozu narkotyków.
W wieloetnicznym środowisku manipurskim poważne wątpliwości budzi jego odwoływanie się do etnicznego nacjonalizmu. Z zaniepokojeniem komentowano zwłaszcza ścisłe związki premiera z ekstremistycznymi organizacjami takimi jak Meitei Leepun i Arambai Tenggol. To zresztą właśnie bezwarunkowe poparcie ze strony podobnych grup, jak również znacząca popularność polityka wśród Meitei uczyniły go postacią w dużej mierze niezależną od wyższego aparatu partyjnego. Przywódcy Indyjskiej Partii Ludowej na poziomie federalnym, świadomi jego szerokiego zaplecza społecznego, wielokrotnie wspierali Singha w walkach fakcyjnych. Pozwolili mu tym samym na zachowanie stanowiska premiera przez lata w stanie znanym z politycznej niestabilności. Zdolność polityka do mobilizacji zwolenników w sytuacjach kryzysowych przejawiała się niekiedy w dosyć teatralny sposób. Pod koniec czerwca 2023, po pojawieniu się pogłosek, jakoby miał zamiar się spotkać z gubernatorem oraz przedłożyć swą rezygnację ze stanowiska, nieopodal oficjalnej rezydencji premiera zaczęły się gromadzić kobiety. Starannie wyreżyserowana demonstracja poparcia z udziałem wielotysięcznego tłumu zakończyła się zapewnieniem, iż Singh nadal ma zamiar stać na czele rządu. Po tym, gdy informacja ta została publicznie ogłoszona, z tłumu wystąpiła starsza kobieta, która na oczach wszystkich podarła podany jej wniosek o dymisję Singha.
Za rządów Birena Singha zaobserwować można wśród Meitei oznaki zwiększonego zainteresowania własnym dziedzictwem i tradycją. W tę tendencję z dużym wyczuciem stara się wpisać sam polityk poprzez szereg gestów o znaczącej wymowie symbolicznej. Od marca 2021 przewodniczy chociażby, jako pierwszy urzędujący premier stanowy w historii Manipuru, Lainingthou Sanamahi Temple Board. Odpowiada ona za zarządzanie świątynią boga Lainingthou Sanamahi położoną w Haying Khongban Uphong Yumpham na przedmieściach Imphalu. Lainingthou Sanamahi jest jedną z najważniejszych postaci w panteonie rdzennej religii ludu Meitei. W sierpniu 2021 kierowany przezeń rząd uznał pieśń Sana Leibak Manipur, Koloi Nanggi Manipur za oficjalny hymn stanowy. Utwór ten napisany został przez Bachaspatimayuma Jayantakumara Sharmę, z muzyką Aribama Syama Sharmy. Singh doprowadził także do powstania otwartego w październiku 2022 parku pamięci Chandrakirti na granicy między Indiami a Mjanmą. Miejsce to ma upamiętniać pojmanie wodza Zo Go Khaw Thanga przez armię króla Manipuru. Przywódca ten został następnie przewieziony do Imphalu, gdzie był przetrzymywany jako zakładnik, wreszcie zaś zamordowany w 1872.
Podjął wprawdzie kilka inicjatyw mających na celu wyjście naprzeciw potrzebom ludności plemiennej. Zwracano uwagę zwłaszcza na zainicjowany przezeń program „Go to Hills”. W założeniu miał on dostarczyć podstawowe usługi społeczne mieszkańcom odizolowanych terytoriów plemiennych. Mimo jego dużego znaczenia symbolicznego, w kontekście trwających od dekad zaniedbań na tych właśnie obszarach, krytycy zauważali jego mocno selektywną naturę. Skierowano go głównie do Nagów, których rząd Singha stara się nie antagonizować i nie atakować. Jego niewielkie tylko odcinki, które przynosiły korzyści ludowi Zo, skalibrowane były w ten sposób, by podporządkowywały wybranych wodzów Zo interesom politycznym rządu Singha.
Etniczny nacjonalizm Singh łączy umiejętnie z włączaniem ludu Meitei czy też Manipuru w ogóle w obręb szeroko pojętego hinduizmu. Podczas przemówienia wygłoszonego na wiecu w gudżarackiej wiosce Madhavpura na początku 2018 twierdził przykładowo, jakoby w czasach mitycznych północny wschód Indii stanowił tak naprawdę jedną niepodzielną całość. Tereny te wejść miały wedle niego w skład Indii na skutek małżeństwa zawartego przez Krysznę z księżniczką Rukmini. W innym wystąpieniu utożsamił z kolei pojawiające się w Mahabharacie królestwo Manipur z terytorium rządzonego przez siebie współczesnego stanu, wbrew opiniom większości badaczy.
Rząd Singha oskarżany jest o niekompetencję. Samemu premierowi zarzuca się niezbyt starannie skrywaną wrogość wobec wyznającej chrześcijaństwo plemiennej ludności stanu. Jego retoryka skierowana jest w szczególności wobec ludu Zo. Określa ich jako nielegalnych migrantów przybyłych do Manipuru z Mjanmy. Jego stwierdzenia pozostają w sprzeczności z ustaleniami historyków, pozwalają niemniej na stworzenie przekonywującej narracji politycznej.
Przedstawia on zatem jako największe zagrożenie dla stanu nielegalną imigrację z przygranicznych terenów w Mjanmie i Bangladeszu. Twierdzi, iż to właśnie niekontrolowana imigracja spycha zamieszkujących Manipur Meitei do roli obywateli drugiej kategorii. Oskarża ludność plemienną pochodzącą spoza Indii o radykalizację ludności plemiennej, którą określa jako rodzimą dla Manipuru. Twierdzi, że powiązane z migrantami organizacje zbrojne stoją za nielegalną uprawą maku oraz produkcją narkotyków w stanie. Instrumentalnie wykorzystuje przepisy dotyczące ochrony przyrody oraz gospodarki leśnej, czyniąc z nich narzędzia w walce właśnie z ludnością plemienną. W serii zleconych przez niego nalotów policyjnych na obszary zamieszkiwane przez lud Zo od lutego 2023 wyburzono szereg domów oraz kościołów należących do różnych denominacji chrześcijańskich.

### Rozruchy z 2023 i zarządzanie kryzysem wewnętrznym

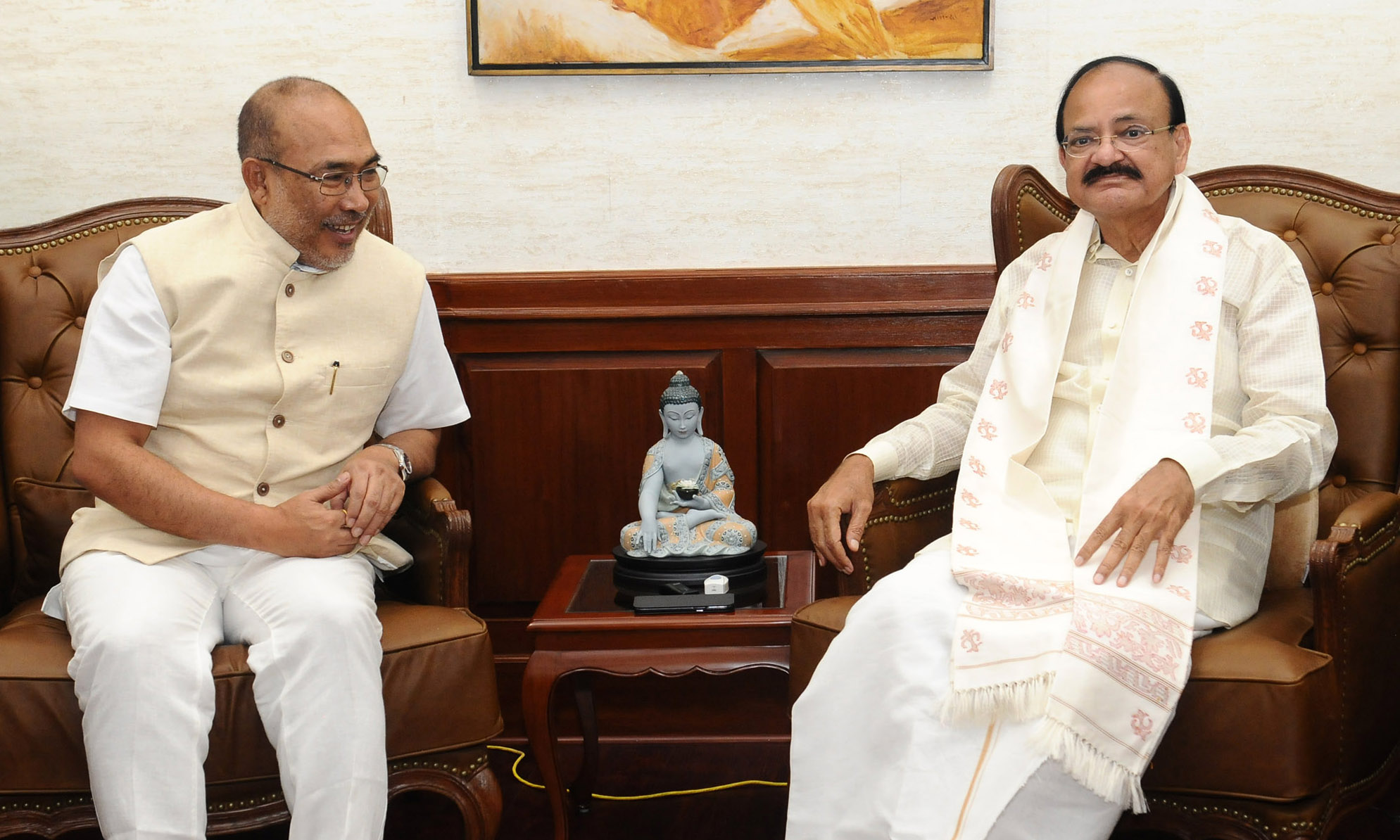
Biren Singh z wiceprezydentem M. Venkaiahem Naidu w 2017

Jego polityka, koncentrująca się przede wszystkim na realizacji interesów wyznających hinduizm Meitei, wymieniana jest pośród głównych przyczyn krwawych rozruchów, które wstrząsnęły Manipurem na przełomie maja i czerwca 2023. Pojawiły się również wówczas głosy wprost oskarżające kierowany przez Singha gabinet o przeprowadzanie czystek etnicznych. Jedną z natychmiastowych konsekwencji zamieszek była masowa migracja Meitei z obszarów zamieszkiwanych w większości przez ludność plemienną, jak również analogiczny eksodus należących do plemion chrześcijańskich obywateli ze zdominowanej przez Meitei doliny Imphalu. Inną był napływ uchodźców do graniczących z Manipurem stanów. Kolejną, w zasadzie pochodną konsekwencją był wzrost nastrojów niechętnych Meitei w Mizoramie. Peace Accord MNF Returnees’ Association (PAMRA), stowarzyszenie kombatanckie zrzeszające weteranów zbrojnego ramienia Mizo National Front (MNF), 21 lipca 2023 wystosowało odezwę wzywającą przebywających w tym stanie Meitei do opuszczenia Mizoramu dla własnego bezpieczeństwa.
Pośród bardziej długofalowych następstw przedłużającego się kryzysu politycznego wymieniano choćby żądanie utworzenia odrębnego podmiotu federalnego z zamieszkanych głównie przez Zo części Manipuru. Miałby on przyjąć formę nowego stanu lub też nowego terytorium związkowego. Dodawano do tego zjawiska osadzone z kolei w etnicznym nacjonalizmie Meitei, takie jak paradoksalne ugruntowanie się politycznej pozycji Singha. Polityk, cieszący się już wcześniej wspominaną znaczną popularnością wśród członków własnej grupy etnicznej, w wyniku rozruchów oraz głębokiego kryzysu społecznego przeistoczył się nieomal w bohatera ludu Meitei. W zbiorowej świadomości pobratymców Singha utrwalił się jego obraz jako nieustraszonego przywódcy, który występuje w obronie interesów grupy nie zważając na tak zewnętrzną, jak i wewnętrzną presję. Singh był dzięki temu w stanie oprzeć się naciskom ze strony krajowego kierownictwa partii, które usiłowało go skłonić do tego, by wystartował w wyborach do parlamentu federalnego z 2024. Jego utrzymanie się u władzy miało wszelako wymierną cenę w postaci drastycznego wzrostu znaczenia środowisk szowinistycznych, którym w tak wyraźny sposób udzielał przez lata poparcia. Jedna tylko z takich skrajnych organizacji, wspominana już wyżej Arambai Tenggol, w marcu 2024 miała około 50 tysięcy członków. Stanowiło to przeszło sześciokrotny wzrost jej stanu członkowskiego w porównaniu z marcem 2023.
9 lutego 2025 złożył na ręce reprezentującego rząd federalny gubernatora Manipuru rezygnację z piastowanej funkcji. Dymisja została przyjęta, a cztery dni później wprowadzono w stanie tak zwane rządy prezydenckie. Jego odsunięcie od władzy było efektem narastającej presji wewnętrznej na najwyższe władze partii i zasadniczo nie miało bezpośredniego związku z głębokim kryzysem sprowokowanym przez agresywną i nacjonalistyczną politykę Singha. Wskazywano jednocześnie, iż polityk zachował znaczące wpływy, głównie dzięki swej popularności wśród środowisk skrajnych, odwołujących się do etnicznego nacjonalizmu ludu Meitei, reprezentowanych między innymi przez Arambai Tenggol.

## Życie prywatne
Poślubił Hiyainu Devi, doczekał się z nią syna oraz dwóch córek. Jego syn Nongthombam Ajay Singh został w styczniu 2017 skazany na pięć lat więzienia za zabójstwo dwudziestojednoletniego mężczyzny.
Zięć Birena Singha, R.K. Imo Singh, również zaangażowany jest w stanową politykę, reprezentuje okręg Sagolbad w manipurskim Zgromadzeniu Ustawodawczym. Związany jest, podobnie jak teść, z Indyjską Partią Ludową. Przeszedł do niej jednak dopiero w 2021.